# Gloria Carrá
Gloria Carrá, nome d'arte di Gloria Andrea Curra (Banfield, 15 giugno 1971), è un'attrice argentina.

## Biografia
La sua prima apparizione in televisione è all'età di sei anni in Médicos, Emergencia y Catástrofe, dove è una ragazzina che appare in una scena del programma. In seguito, quando aveva otto anni, inizia le registrazioni del programma Señorita Maestra dove interpreta Meche. Il ruolo interpretato dalla Carrá fu elogiato positivamente e gli furono proposti altri ruoli in Stellina, nel 1987 dove interpreta Lili, Per Elisa nello stesso anno interpretando Tati e Ti chiedo perdono nel 1988 con il ruolo di Ondina.
Tra gli anni '90 e 2000 prende parte ad alcune telenovelas dedicate ad un pubblico giovanile come La banda del Golden Rocket, nel 1991 dove interpreta Evelyn, Verano del '98, tra il 1999 e il 2000 dove interpreta Amparo Guzmán e anche importanti ruoli in Culpables, 1000 millones, Manuela e Culpable de este amor. All'età di ventisette anni prende le prime lezioni di teatro con Carlos Gandolfo, Julio Chávez e Javier Daulte che con quest'ultimo ha collaborato in varie opere teatrali. 
Nel 2007 e 2008 è nel cast della telenovela argentina Il mondo di Patty nel ruolo di Bianca, con cui ha potuto prendere parte al tour svoltosi in tutta l'America Latina tra questi due anni e nel 2009. Partecipa anche alla telenovela Para vestir santos - A proposito di single con il ruolo di María Eugenia. Nel 2012 grazie alla sua partecipazione a Tiempos compulsivos dove interpreta Teresa Guglietti ha vinto il suo primo premio televisivo dopo trent'anni di carriera nella categoria attrice di reparto di una miniserie.
Si è sposata nel 2008 con l'attore Luciano Cáceres. Ha due figlie, la prima avuta nella relazione con Marcelo Torres e la seconda avuta con Cáceres di nome Amelia. La sua prima figlia, di nome Ángela Torres è un'attrice protagonista della miniserie argentina Condicionados.

## Filmografia (parziale)

### Televisione
- Señorita Maestra (1983-1985)[3]
- Stellina (Estrellita mía) (1987)
- Per Elisa (Tu mundo y el mío) (1987)
- Ti chiedo perdono; altro titolo: Pasiones - La nuova storia di Maria (Pasiones) (1988)
- Socorro: 5º año (1989)
- Manuela (1991)
- La banda del Golden Rocket (1991)
- Inolvidable (1992)
- Aprender a volar (1994)
- Sueltos (1996)
- Hombre de mar (1997)
- La Nocturna (1998)
- Verano del '98 (1999-2000)
- Culpables (2001)
- 1000 millones (2002)
- Aguas argentinas (2003)
- Culpable de este amor (2004)
- Santa Calls (2005)
- Mujeres asesinas (1 episodio) (2006)
- Chiquititas (2006)
- Il mondo di Patty (Patito Feo) (2007-2008)
- Para vestir santos - A proposito di single (Para vestir santos) (2010)
- Televisión x la inclusión (2011)
- Los únicos (2011)
- Tiempos compulsivos (2012)
- Perfidia (2012)

### Cinema
- Una sombra ya pronto serás, regia di Héctor Olivera (1994)
- El mundo contra mí, regia di Beda Docampo Feijóo (1997)
- Chile 672, regia di Pablo Bardauil e Franco Verdoia (2006)
- Agua, regia di Verónica Chen (2006)
- UPA! Una película argentina,  regia di Tamae Garateguy, Santiago Giralt e Camila Toker (2007)
- Las viudas de los jueves,  regia di Marcelo Piñeyro (2009)
- Uno,  regia di Dieguillo Fernández (2012)
- Mujer conejo,  regia di Verónica Chen (2012)
- Abzurdah (2015)
- Il cuore lo sa (Corazón delator), regia di Marcos Carnevale (2025)

## Teatro
- Que Sera de ti regia di Javier Daulte (2012)
- 4D óptico regia di Javier Daulte (2011)
- Patito Feo, La gira más linda regia di Ricky Pashkus (2008-2009)
- Patito Feo - La historia más linda en el Teatro regia di Ricky Pashkus (2007)
- La Felicidad regia di Javier Daulte (2007)
- Blanco sobre Blanco regia di Alejandro Mateo, Alfredo Rosenbaum e Ita Scaramuzza (2005)
- ¿Estás ahí? regia di Javier Daulte (2004)
- Bésame mucho regia di Javier Daulte (2002-2003)
- Gore regia di Javier Daulte (2000)
- Las Mariposas son libres regia di Julia Álvarez (1994-1995)

## Riconoscimenti
- Premio ACE
  - 2001 – Candidatura come migliore attrice per Bésame mucho.[9]
  - 2004 – Candidatura come migliore attrice in una commedia per ¿Estás ahí?.[10]

- Premios Tato
  - 2012 – Premio come migliore attrice non protagonista in una miniserie per Tiempos compulsivos.[5]

## Doppiatrici italiane
Nelle versioni in italiano delle opere in cui ha recitato, Gloria Carrá è stata doppiata da:
- Anna Cesareni in Il mondo di Patty[11]
- Angela Brusa in Stellina[12]
- Sonia Mazza in Per Elisa e Ti chiedo perdono[13]
- Eleonora De Angelis in Manuela[14]
- Roberta Paladini in Para vestir santos - A proposito di single[15]
- Alessandra Korompay in Il cuore lo sa